# アンパンマンの舞台別の登場人物一覧 (国の住人)
アンパンマンの舞台別の登場人物一覧 (国の住人) では、アンパンマン・シリーズのキャラクターのうち、宇宙・星の舞台に住むものについて一覧形式で解説する。

## 国の住人
特徴としては王や姫が存在しており自治を持っている。
- 国でも異世界については、アンパンマンの舞台別の登場人物一覧 (異世界の住人)を参照。
- めいろの国については、アンパンマンの舞台別の登場人物一覧 (島の住人)#島の住人を参照。

かげぼうや
声 - 杉山佳寿子
性別 - 男 / 初登場回 - TV第71話A「アンパンマンとかげぼうや」
影の男の子。カゲライトという懐中電灯の光で映った人の影に入り、その人と同じ姿に変身できる（唯一、目の形だけはかげぼうやのままである他、体色もやや黒い）。悪戯好きで影の国を追い出された。ばいきんまんにそそのかされて、カゲライトの力でめいけんチーズ・バタコさん・巨大なばいきんまんに変身して、アンパンマンとパン工場を襲うが、騙されたことに気づいた後はカゲライトの力で巨大なアンパンマンに変身して、アンパンマンと共に『ダブルアンパンチ』でばいきんまんをやっつけた。その後、悪戯のお詫びとして自分が作った影絵をみんなに楽しんでもらうことにした。
しりとり
声 - 三ツ矢雄二、一条和矢、下和田裕貴（アンパンマンとはじめよう！『元気100倍あいうえお』、『体操とお歌編 あそぼう！ことばリズム』）
性別 - 不明 / 初登場回 - TV第211話A「アンパンマンとあいうえおランド」
大きな尻の鳥。ばいきんまんが作った偽の遊園地・あいうえおランドのしりとりクイズで問題を出したり、進行役をしたりしている。
スロット男爵（スロットだんしゃく）
声 - 八奈見乗児
性別 - 男 / 初登場回 - TV第227話A「アンパンマンとスロット男爵」
身体がスロットマシンになっている男爵。ステッキがスロットマシンのレバーになっている。彼のスロットで当たりが出ると、願いが叶う。ただし、悪者には悲惨なことが起こる場合もある。

シャンプーちゃん
声 - 川村万梨阿、福圓美里（OVA・元気100倍! みんなの1にち）
性別 - 女 / 初登場回 - TV第228話B「アンパンマンとシャンプーちゃん」
髪がシャンプーの泡になっている女の子。シャボン玉を飛ばして周りを清潔にすることができる。泡を使い過ぎると小さくなってしまうが、シャボンの国に帰れば元通りになる。ドキンちゃんやメロンパンナと仲良くなった。
カラクリぐんない
声 - 関智一→増本庄一郎→竹尾一真
性別 - 男 / 初登場回 - TV第311話B「アンパンマンとカラクリぐんない」
からくりを使って色々な発明をする武士姿の発明家。遊園地のからくりランドに住んでいる。
はぐるまん
声 - 麻見順子
性別 - 男 / 初登場回 - TV第318話A「アンパンマンとはぐるまのくに」
歯車の男の子。何でも歯車で出来たはぐるまの国に住んでいる。要らなくなった物を使って、仲間たちと力を合わせて歯車を作っている。
ひまわりちゃん
声 - 木藤聡子
性別 - 女 / 初登場回 - TV第384話B「アンパンマンとひまわりちゃん」
ヒマワリの女の子。遊園地のひまわりランドを管理している。園内に咲いているヒマワリを大切に育てており、それを操ることもできる。
もみじ王子（もみじおうじ）
声 - 日髙のり子
性別 - 男 / 初登場回 - TV第450話B「アンパンマンともみじの国」
もみじの国の王子。巨大な紅葉に乗って空を飛ぶ。秋が深まるともみじスティックで山や森の木の葉を紅葉させている。

### 秋の国の住人
なかゆび姫（なかゆびひめ）
声 - 杉山佳寿子
性別 - 女 / 初登場回 - TV第107話「アンパンマンとなかゆび姫」
小人サイズの小さな秋の国の姫。オレンジ色の帽子で顔の輪郭はバタコさんやめいけんチーズに似ている。幸せの種を各地に届けて豊穣をもたらす。アリンコキッドと友人になったが、彼からは「じゃじゃ馬姫」や「なまいき姫」と呼ばれていた。

いがぐりまん
声 - 中村ひろみ
性別 - 不明 / 初登場回 - TV第107話「アンパンマンとなかゆび姫」
栗の毬の兜を被っている秋の国の兵士。なかゆび姫と秋祭りを集団で守っている。
カゲロウ
性別 - 不明 / 初登場回 - TV第107話「アンパンマンとなかゆび姫」
なかゆび姫の相棒の赤とんぼ。姫を乗せて幸せの種を届けに世界を巡っている。

### 編み物の国の住人
毛糸ぐもママ（けいとぐもママ）
声 - 向井真理子
性別 - 女 / 初登場回 - TV第67話B「アンパンマンと毛糸ぐも」
胴体が毛糸玉になっているクモの母親。虹色に輝くセーターを作るファッションデザイナー。編み棒から毛糸を出して何でも編む。悪い人と言い訳が嫌いでばいきんまんたちに騙されてアンパンマンを捕らえたが、息子のアミーが誤解を解いた。

アミー
声 - 神代知衣
性別 - 男 / 初登場回 - TV第67話B「アンパンマンと毛糸ぐも」
毛糸ぐもママの息子。ばいきんまんたちに襲われていたところをアンパンマンに助けられ、毛糸ぐもママの誤解を解いた。
ニットさん
声 - 大原さやか
性別 - 女 / 初登場回 - 2009年TVスペシャル「がんばれクリームパンダ！クリスマスの冒険」
アミちゃんの姉。見た目は人間はオレンジ色の服と髪。魔法の編み棒で空飛ぶマフラーなどの編み物を編むことができ、編み物の編み方を教えてくれる。毛糸玉のお団子ヘアーに編み棒を挿している。住人の中では特に編み物が上手でどんな物でも編むことができる。ばいきんまんに捕まったアミちゃんを助けるために、巨大なアミキンマンを編んでしまった。
アミちゃん
声 - 丹下桜
性別 - 女 / 初登場回 - 2009年TVスペシャル「がんばれクリームパンダ！クリスマスの冒険」
ニットさんの生意気な妹。見た目は人間はピンク色の服と髪。靴下を上手く編めないクリームパンダを馬鹿にしていたが、彼女自身も編み物が下手で魔法の編み棒に頼ってばかりだった。メロンパンナとクリームパンダからロールパンナの関係を聞いて思いやりの気持ちを知ることになる。最後は協力してアミキンマンに立ち向かったことでクリームパンダと仲直りした。
編み物の国のけいとだまん（あみもののくにのけいとだまん）
声 - 山寺宏一
性別 - 男 / 初登場回 - 2009年TVスペシャル「がんばれクリームパンダ！クリスマスの冒険」
頭に編み棒を付けていて目以外は毛糸に覆われている男の子。

#### 毛糸の城の住人
カシミヤ姫（カシミヤひめ）
声 - 井上喜久子
性別 - 女 / 初登場回 - 1995年TVスペシャル「けいとのしろのクリスマス」
毛糸の城の姫で、ヤーン王子の姉。見た目は人間。弟が一人前になるように指導している。
ヤーン王子（ヤーンおうじ）
声 - 大谷育江
性別 - 男 / 初登場回 - 1995年TVスペシャル「けいとのしろのクリスマス」
毛糸の国の王子で、カシミヤ姫の弟。編み物に詳しい。本当は編み物が好きだが、人前だと恥ずかしくて嫌いな振りをしている。けいとだまんと同様、頭に編み棒を付けていて、顔以外は毛糸で覆っている。
毛糸ぐも兵士（けいとぐもへいし）
初登場回 - 1995年TVスペシャル「けいとのしろのクリスマス」
毛糸の城を集団で守っている兵士。

#### ひつじ村の住人
けいとだまん
声 - 津野田なるみ
性別 - 男 / 初登場回 - TV第261話A「アンパンマンとけいとだまん」
ひつじくんから貰ったヒツジの毛で毛糸を作っている男の子。目以外は毛糸に覆われていて、頭に編み棒を付けている。
ひつじくん
声 - 山本百合子
性別 - 男 / 初登場回 - TV第261話A「アンパンマンとけいとだまん」
ヒツジの男の子。けいとだまんに毛糸の素のヒツジの毛をあげている。

### おかしの国の住人
アイスマントリオ
ソフトクリーム、アイスキャンディー、かき氷を作ってくれる三人組。心を込めた味は夏の浜辺の人気者。また彼らが団結することで溶けかけた氷を冷やすことができる。
ソフトクリームマン
声 - 鈴置洋孝→檜山修之（OVA）→山寺宏一（映画：第22作）→堀内賢雄→島﨑信長
性別 - 男 / 初登場回 - TV第23話B「アンパンマンとソフトクリームマン」
ソフトクリームの男性。自分が世界一かっこいいと思っているハンサムボーイ。だが、そのあまりにプライドが高い性格で、他人を見下すような発言が多いため、よく他のキャラクターと喧嘩している。また、アイスキャンディーマンとも、どっちが美味しいかでよく張り合う。一人称は「ボク」または「私」。べろべろまんが苦手で彼らにやられるパターンが多く、彼が登場する話には、べろべろまんがよく登場する。暑さにも弱く、頭のソフトクリームが溶けると力が弱くなり、逆に冷やすと復活する。知人にバナナマンとババロアマンがいる。
アイスキャンデーマン
声 - 関俊彦→坂本千夏
性別 - 男 / 初登場回 - TV第90話A「アンパンマンとアイスマントリオ」
アイスキャンディーの男性。一人称は「おいら」。すっきりとさわやかな味とスマートな体が自慢。ソフトクリームマンとはどっちのアイスが美味しいかと喧嘩もするが本当は仲がいい。
フラッペちゃん
声 - 高乃麗、折笠愛（代役：第295話Aパート）
性別 - 女 / 初登場回 - TV第90話A「アンパンマンとアイスマントリオ」
顔はかき氷用の深皿で、頭にイチゴシロップがけのかき氷を乗せた女の子。一人称は「あたし」。7色の夢の味がする美味しいかき氷が自慢。
プリンくん
声 - 高木早苗→大橋彩香
性別 - 男 / 初登場回 - TV第27話A「アンパンマンとおかしのくに」
顔がプリンになっている男の子。プリンちゃんとの関係は不明。本名は「カスタードプディング」。メロンパンナとの初対面時は、「メロンパンダ」と何度も呼び怒らせてしまった。
アイスちゃん
初登場回 - TV第27話A「アンパンマンとおかしのくに」
頭がアイスクリームの双子の姉妹。別名「アイスクリームシスターズ」。
チョコアイス
声 - 中村ひろみ
性別 - 女
チョコレート味のアイスクリームの女の子。
ストロベリーアイス
声 - こおろぎさとみ
性別 - 女
ストロベリー味のアイスクリームの女の子。
ケーキちゃん
声 - 高田由美→山田まりや（映画：第10作同時上映）→牧口真幸（映画：第22作）→日髙のり子→丹下桜→高橋美佳子、佐久間レイ（代役）
性別 - 女 / 初登場回 - TV第27話A「アンパンマンとおかしのくに」
頭にケーキを乗せた優しい女の子。なお、本編と劇場版（『クリームパンダとおかしの国』以降）ではデザインが違っており、前者は目つきが丸く髪は短めだが、後者はまつ毛が長く輝かしい目つきで髪も長くより美少女らしい外見となっている。
シャーベットくん
声 - 杉本ゆう→柳沢三千代
性別 - 男 / 初登場回 - TV第27話A「アンパンマンとおかしのくに」
頭がシャーベットの男の子。
シュークリームくん
声 - 仲尾あづさ（映画：第10作同時上映）→佐久間レイ
性別 - 男 / 初登場回 - TV第27話A「アンパンマンとおかしのくに」
顔がシュークリームの男の子。
ゼリーちゃん
声 - 萩原果林（映画：第10作同時上映）→中村ひろみ
性別 - 女 / 初登場回 - TV第27話A「アンパンマンとおかしのくに」
頭にゼリーの帽子を被っている女の子。ピンク色と紫の縞とズボン、黄色とオレンジ色の縞とズボン。
シュークリーム姫（シュークリームひめ）
声 - 日髙のり子、原えりこ（代役）
性別 - 女 / 初登場回 - TV第68話A「アンパンマンとシュークリームひめ」
頭がシュークリームの姫。見た目は人間に近い。初登場時はインコのクッキーと一緒に城に住んでいたが、その城が火事になってしまい、危ないところをカレーパンマンに助け出される。最初、彼女はしょくぱんまんに助けられたと思い込んでいたが、ばいきんまんから助け出された時に本当のことに気づき、互いに両思いになる。ばいきんまんからも好意を持たれている。現在はおかしの国に住んでいる。
インコのクッキー
性別 - 不明 / 初登場回 - TV第68話A「アンパンマンとシュークリームひめ」
シュークリーム姫の心の支えのインコ。
チョコレートマン
声 - 古谷徹→辻谷耕史→置鮎龍太郎→高橋広樹→徳本恭敏
性別 - 男 / 初登場回 - TV第69話A「アンパンマンのバレンタインデー」
顔が板チョコになっている男性。バレンタインデーのお話によく登場し、女性たちにプレゼント用のチョコレートを配ったり作り方を教えたりしにスクーターでやってくる。アンパンマンのような格好をしており白いマントを付けているが、空を飛ぶことはできない（ただし、TV第269話A『チョコレートマンとバレンタインデー』では一度だけアンパンマンと一緒に空を飛んだことがある）。得意技はスクーターで勢いをつけて繰り出す「チョコレートマンキック」。バレンタインデーのお話によく登場するため、彼が登場する話には大抵しょくぱんまんがよく登場する（ただし、TV第269話A『チョコレートマンとバレンタインデー』では（チョコレートマンに変装した）ばいきんまんの妄想シーンのみ登場した）。彼が登場する話はサブタイトルは彼の名前が載ることはTV第269話A『チョコレートマンとバレンタインデー』くらいしかなったが、2005年以降は載る回数が増えた。
わたあめじいさん
声 - 龍田直樹→二又一成
性別 - 男 / 初登場回 - TV第101話B「アンパンマンとわたあめじいさん」
色々な形の綿飴をご馳走してくれる綿飴職人の小父。髭や髪形も綿飴に似ている。頑固な職人気質。
デコレーションマン
声 - 塩屋浩三
性別 - 男 / 初登場回 - TV第128話A「アンパンマンとデコレーションマン」
ウェディングケーキのような外観をした大柄な男性。クリームやお菓子のトッピングを使って、色々な物をデコレーションすることを得意とする。デコレーション後の片づけを嫌っていたが、考えを改める。
こんぺいとさん
声 - 一龍斎貞友
性別 - 女 / 初登場回 - TV第146話A「アンパンマンとこんぺいとさん」
顔が金平糖の女の子。流れ星のように願いを叶えるような金平糖を心を込めて作り、みんなに御馳走している。みんなに金平糖を御馳走してもらうために願いが叶うと嘘をついていたことを告白した。
マシュマロさん
声 - 江森浩子、伊倉一恵（お誕生日ビデオ・1月生まれ）
性別 - 男 / 初登場回 - TV第175話B「アンパンマンとマシュマロさん」
平安貴族のような格好をした、マシュマロの男の子。本名は「あまこうじマシュマロ」。一人称は「まろ」。小柄だが柔らかくてふわふわしており、バイキンUFOのマジックハンドに掴まれても隙間からスルリと抜けてしまう。他人が食べようとした料理を横取りするなどの勝手な行動をすることが多いが、本人は周りを困らせていることを自覚していない。マイペースな性格でばいきんまんを敵視せず、彼に襲われても遊びだと思い込んでいる。どんな物でも球形にする力があり、しょくぱんまんやカレーパンマンの顔を球形にしてしまったこともある（2人は丸くされて力が出せなくなった上、口調まで丁寧になっていた）が、元の形に戻すことはできない。7つの果物で作った美味しい「レインボーマシュマロ」を御馳走してくれる。
わたあめぼうや
声 - 川田妙子
性別 - 男 / 初登場回 - TV第235話A「アンパンマンとわたあめぼうや」
ピンク色をした綿飴の男の子。空中を飛びながら空に甘い綿飴の雲を作っている。自分の作った綿飴の雲を取り込んで巨大化することもできる。水を浴びると萎んでしまうが、綿飴を作る要領で元に戻ることができる。
キャラメルママ
声 - 小林優子→冨永みーな→平野文
性別 - 女 / 初登場回 - TV第243話A「アンパンマンとキャラメルママ」
キャラメルちゃんたちの母親で、体がキャラメルの箱になっている。スケートボードに乗り、皆に特製のキャラメルを御馳走してくれる。ヨーグルトやミルクなど、4人の子供がいる。ばいきんまんに子供を誘拐されてしまうが、ドキンちゃんが助けてくれたことで、彼女にキャラメルをプレゼントした。
キャラメルちゃん
初登場回 - TV第243話A「アンパンマンとキャラメルママ」
キャラメルママの中に入っている4人の子供。
ミルクキャラメル
声 - 冨永みーな→佐久間レイ→木村陽子
性別 - 男
キャラメルの男の子。体色は肌色。
コーヒーキャラメル
声 - 浅井清己→岡本幸輔
性別 - 男
キャラメルの男の子。体色は茶色。
アーモンドキャラメル
声 - 伊藤静→渕崎ゆり子
性別 - 男
キャラメルの男の子。体色は茶色。
ヨーグルトキャラメル
声 - 有島モユ→雪深山福子
性別 - 女
キャラメルちゃんの中で一番小さな女の子。体色は白。
あめトリオ
初登場回 - TV第392話A「あめトリオと夏祭り」
金太郎飴、水飴、りんご飴を作ってくれる三人組。祭りから祭りへと旅をしている。
みずあめくん
声 - 坂口賢一
性別 - 男
顔が水飴の瓶になっている男の子。
りんごあめちゃん
声 - 大本眞基子
性別 - 女
りんご飴の女の子。
あめぼうや
声 - 宮崎一成
性別 - 男
金太郎飴の男の子。金太郎飴の材料で、アンパンマンの顔を作ったこともあるが、それほど力はなかったので役に立てなかった。
メレンゲシスターズ
初登場回 - TV第446話A「アンパンマンとメレンゲシスターズ」
メレンゲを使ったお菓子作りが得意な三人娘。体は卵白でできている。このキャラクターは日本テレビで放送されている『メレンゲの気持ち』の当時のイメージキャラクターであり、やなせがデザイナーであったために登場したキャラクターである。また、声優も当時の番組出演者がゲストとして演じている。
メレミ
声 - 久本雅美
性別 - 女
メレンゲシスターズの長女。体色は黄色。出っ歯で、首に赤いスカーフを巻いている。気が強い性格で、自分勝手な言動が目立ち、いつも途中で道草ばかりしている妹たちには世話を焼いている。
メレッホ
声 - 高木美保
性別 - 女
メレンゲシスターズの次女。体色はピンク色。頭にオレンジ色のリボンを付けている。おしゃれが大好きで、リボンの調整は欠かせない。
メレンゲ
声 - 菅野美穂
性別 - 女
メレンゲシスターズの末っ子。体色は白。おっとりしていて、お花が大好き。
ワッフルちゃん
声 - 岩男潤子→本多知恵子
性別 - 女
初登場回 - TV第476話B「ばいきんまんとワッフルちゃん」
顔がワッフルの女の子。美味しいワッフルを作ってくれる。臆病ですぐに泣くことが多く、さらに好奇心旺盛で初登場時はバイキンUFOに勝手に乗ってしまい、バイキン城に来たこともある。その経緯でばいきんまんたちと知り合い、ワッフル作りを通じて彼らと仲良くなった。
バームクーヘンさん
声 - 野沢那智→二又一成
性別 - 男 / 初登場回 - TV第525話A「アンパンマンとバームクーヘンさん」
バウムクーヘンの帽子を被った紳士。みんなに美味しいバウムクーヘンを作ってくれる。語尾に「バーム」を付けたりドイツ語混じりの口調で話す。タップダンスが得意で、大きな切り株の上でダンスをすることに拘りを持っている。杖のバームステッキから伸ばす「バームリボン」で敵を巻き付ける。自身の髪を伸ばしたり、帽子からバウムクーヘンを生み出してピンチを知らせることもできる。ばいきんまんに脅迫されても応じないほどの強固な意志も持ち合わせている。
フルーツパフェちゃん
声 - 高田由美
性別 - 女 / 初登場回 - TV第557話A「ばいきんまんとフルーツパフェちゃん」
顔がフルーツパフェ用のグラスになっている女の子。タルトちゃんと一緒にデザート教室を開いてみんなに美味しいフルーツパフェをご馳走してくれる。
タルトちゃん
声 - 坂本千夏
性別 - 女 / 初登場回 - TV第557話A「ばいきんまんとフルーツパフェちゃん」
頭にタルトを3つ付けた女の子で、フルーツパフェちゃんの助手。フルーツパフェちゃんと比べると少しせっかちでお節介な一面があり、彼女になだめられることも多い。
ビスケットちゃん
声 - 折笠愛
性別 - 男 / 初登場回 - TV第585話B「ばいきんまんとビスケットちゃん」
顔がビスケットの男の子。美味しいビスケットを作ってくれ、自身の体内にビスケットを保存することもできる。自由奔放な性格でばいきんまんたちにも分け隔てなく接する。
ゼリービーンズ兄弟（ゼリービーンズきょうだい）
初登場回 - TV第798話B「アンパンマンとゼリービーンズくん」
顔がゼリービーンズの五人組。美味しいゼリービーンズを食べてもらうためにゼリービーンズカーで旅をしている。それぞれの外見は色以外に目や眉毛の形が微妙に異なっている。
ゼリービーンズレッド
声 - 豊嶋真千子
性別 - 男
ゼリービーンズ兄弟のリーダー格。ゼリービーンズカーの運転や操作を担っている。
ゼリービーンズブルー
声 - 佐久間レイ
性別 - 男
ゼリービーンズ兄弟の男の子。兄弟の中ではクールな性格で相手を見下すような言動も多い。
ゼリービーンズイエロー
声 - 相橋愛子
性別 - 男
ゼリービーンズ兄弟の男の子。兄弟の中では弱気な性格をしている。
ゼリービーンズグリーン
声 - 小平有希
性別 - 男
ゼリービーンズ兄弟の男の子。兄弟の中ではあまり目立たず控えめな性格。
ゼリービーンズピンク
声 - 小橋知子
性別 - 女
ゼリービーンズ兄弟の女の子。兄弟の中で唯一の女の子で白目勝ちの目をしている。とても眠たがりで、兄弟が争っていても一人だけ眠っているなどマイペースな性格。
ロールケーキちゃん
声 - 神田朱未
性別 - 女 / 初登場回 - TV第942話B「アンパンマンとロールケーキちゃん」
美味しいロールケーキを作ってくれる女の子。かなりの慌てん坊。ピンク色の服にオレンジ色の髪の毛。ローラースケートを履いて素早く動く。
カップケーキちゃん
声 - 早見沙織
性別 - 女 / 初登場回 - TV第1065話A「アンパンマンとカップケーキちゃん」
頭にカップケーキを乗せた、可愛い物が大好きな女の子。黄色い髪の毛。美味しいカップケーキも色々と可愛くデコレーションして御馳走してくれる。大きな「スイートカップ」を投げて自在に操ることができる。
マカロンさん
声 - ささきのぞみ
性別 - 女 / 初登場回 - TV第1146話A「アンパンマンとマカロンさん」
頭にマカロンを乗せた女の子。美味しいマカロン作りが得意で、一流のパティシエールだと自慢している。頭のマカロンから色々な味のマカロンを出して御馳走してくれる。フランス語のような口調で話す。

### おこさまランドの住人
おこさまランチくん
声 - 水谷優子
性別 - 男 / 初登場回 - TV第91話B「アンパンマンとおこさまランチくん」
頭の上がお子様ランチでできている男の子。スプーンに乗って空を飛び、おこさまランドの平和を守っている。お子様ランチの旗がなくなると、力が出ない。
グリーンピース三兄弟（グリーンピースさんきょうだい）
声 - 河原佳代子（A）、山本百合子（B）、佐藤智恵（C）
性別 - 男 / 初登場回 - TV第91話B「アンパンマンとおこさまランチくん」
グリーンピースの三つ子。3人で鞘のボートを漕ぐのが得意。アンパンマンとおこさまランチくんがピンチの時にボートで海を渡ってパン工場に知らせたり、おこさまランチくんに旗をつけるために協力したりした。

### おすしの国の住人
- 鉄火のマキちゃんについては「#頼りになる味方」の節を参照。

かっぱ巻きくん（かっぱまきくん）
声 - 神代知衣→石川静→かないみか→和多田美咲→山口茜
性別 - 男 / 初登場回 - TV第283話「アンパンマンとおすしのくに」
鉄火のマキちゃんの弟。河童巻きの男の子。顔が海苔。おすしの国で魚を売っている。マキちゃんのことは「マキねえちゃん」と呼ぶ。
いくら姫（いくらひめ）
声 - 渡辺久美子→石橋桃→香里有佐→和多田美咲
性別 - 女 / 初登場回 - TV第283話「アンパンマンとおすしのくに」
大トロ城の姫で、大トロ殿様と中トロ奥方様の娘。おすしの国の人々の憧れの的。頼りになるしっかり者。
卵焼き家老（たまごやきかろう）
声 - 鈴木勝美→松尾銀三→山寺宏一→鈴木琢磨→岡本幸輔
性別 - 男 / 初登場回 - TV第283話「アンパンマンとおすしのくに」
大トロ殿様の家来。おすしの国のためにがんばっている。顔が寿司飯。普段は腰が低いが、頑固な性格で握り寿司としてのプライドが高く、ふとまきくんやバッテラさんと国を巻き込んで対立したことがある。
大トロ殿様（おおトロとのさま）
声 - 小杉十郎太
性別 - 男 / 初登場回 - TV第283話「アンパンマンとおすしのくに」
おすしの国の平和を守っている大トロ城の主。いくら姫の父親。顔が寿司飯。
中トロ奥方様（ちゅうトロおくがたさま）
声 - 石井直子→萩原えみこ→鶴田真希→土井美加→熊谷海麗
性別 - 女 / 初登場回 - TV第283話「アンパンマンとおすしのくに」
大トロ殿さまの妻。いくら姫の母親。顔が寿司飯。優しい人柄で、おすしの国の人々に慕われている。
エビくん
声 - 島田敏→山寺宏一→沖佳苗→木村陽子
性別 - 男 / 初登場回 - TV第283話「アンパンマンとおすしのくに」
おすしの国にある大トロ城の寿司職人。顔が寿司飯。エビ寿司の男の子。自慢の腕で美味しい握り寿司を作ってくれる。
おしんこ巻きくん（おしんこまきくん）
声 - 土井美加→長沢美樹
性別 - 男 / 初登場回 - TV第531話「いくら姫とおすしの国」
おすしの国の住人。お新香巻きの男の子。顔が海苔。
納豆巻きくん（なっとうまきくん）
声 - 渡辺久美子→渕崎ゆり子
性別 - 男 / 初登場回 - TV第531話「いくら姫とおすしの国」
おすしの国の住人。納豆巻きの男の子。顔が海苔。
イカくん
声 - 石川静→能登麻美子
性別 - 男 / 初登場回 - TV第531話「いくら姫とおすしの国」
おすしの国の住人。イカ寿司の男の子。顔が寿司飯。
タコくん
声 - 中村ひろみ→山寺宏一→岡本幸輔
性別 - 男 / 初登場回 - TV第531話「いくら姫とおすしの国」
おすしの国の住人。タコ寿司の男の子。顔が寿司飯。
かんぴょう三兄弟（かんぴょうさんきょうだい）
初登場回 - TV第622話B「アンパンマンとかんぴょう三兄弟」
かんぴょう巻を作りの修行をしている三兄弟。顔がユウガオのような形で頭の上に1本のかんぴょう巻が付いている。鉄火のマキちゃんに憧れている。
長男（ちょうなん）
声 - 高木渉→二又一成
性別 - 男
眉毛がへの字のかんぴょう三兄弟の長男。江戸っ子気質で少し短気。
次男（じなん）
声 - 山寺宏一
性別 - 男
眉毛が太いかんぴょう三兄弟の次男。お気楽でいつも笑っている。
三男（さんなん）
声 - 内藤玲
性別 - 男
眉毛が細いかんぴょう三兄弟の末っ子。泣き虫ですぐに泣くことが多い。
ネギトロくん
声 - 岡本幸輔
性別 - 男

### お化けの国の住人
バケルくん
声 - 一龍斎貞友（第43話Bパート、第152話Bパート、第260話、映画：第5作、1997年クリスマススペシャル）→山本圭子（第612話Bパート）→かないみか（第890話Aパート）→松元惠（第1172話Bパート）
性別 - 男 / 初登場回 - TV第43話B「アンパンマンとおばけぼうや」
何にでも化けられるお化けの男の子。出会った相手と同じ姿に化けるのが彼の挨拶。お化けだけに姿を消したり壁をすり抜けることもできる。登場初期は顔が濡れたアンパンマンに取り憑いて復活させることもできた。初登場時は化けた姿は本物と瓜二つだったが現在は目の周りの青い部分で判別ができる。ばいきんまんと一緒になって悪戯をすることもあるが、アンパンマンの味方に移ることもあり、いわば共通の味方ともいえる。SP『メレンゲシスターズのクリスマス』では、ホラーマンと共に悪事、合唱もしたりしていたが、『ホラーマンとバケルくん』ではお互い初めて会った反応であった。
ハロウィンマン
声 - 無し
性別 - 不明 / 初登場回 - TV第106話A「アンパンマンとハロウィンマン」
ハロウィンの日に現れる、オレンジ色の顔に黒いマントを着たジャックランタン。謎の能力により物体を操作したり突風を起こしたり映像を映すことができる。喋らないが表情は作れる。初登場時は伝説として扱われており、初めて対面したほとんどの人たちは最初は怖れてしまっていたが、性格は優しいのですぐに仲良くなった。ばいきんまんたちに対しては彼らが悪事をしている時は攻撃するが、年に一度のハロウィンを楽しんでもらいたいからか、陰で羨望する彼らに仮装衣装をプレゼントしたこともある。

### きのこの国の住人
きのこちゃん
声 - 川浪葉子、小池栄子（映画：第14作同時上映）
性別 - 女 / 初登場回 - TV第51話B「アンパンマンときのこちゃん」
可愛らしいキノコの女の子。きのこ谷から美味しいキノコを分けている。かまめしどんの憧れの的で、彼のことを「かまめしちゃん」と呼んでいる。彼女のみ、この国に住んでいる仲間で唯一「きのこブラザーズ」ではない。
きのこブラザーズ
キノコの五人組。それぞれ美味しいキノコ料理を作ってくれる。
まつたけまん
声 - 小野坂昌也→中村大樹→山寺宏一
性別 - 男 / 初登場回 - TV第355話A「まつたけまんとしめじまん」
前向きで強気な松茸の男性で、リーダー格。しめじまんにきつい言葉で接するが、本当は誰よりも彼のことを思っている。松茸ご飯や焼き松茸などの料理をつくるのが得意。
しめじまん
声 - 荒木香衣→勝生真沙子→こやまきみこ
性別 - 男 / 初登場回 - TV第355話A「まつたけまんとしめじまん」
気弱なシメジの男の子。泣き虫なのでまつたけまんからよく「じめじめまん」と呼ばれているが、いざという時は勇気を見せる。他のゲストキャラクターと絡むことも多い。シメジを使ったスープやバター炒めなどの料理が得意。
えのきだけよ
声 - 永澤菜教→坂本千夏→吉田仁美→小林由美子→佐久間レイ→内海安希子→冨永みーな
性別 - 女 / 初登場回 - TV第586話A「アンパンマンときのこまん」
色白のエノキダケの女の子。エノキダケを使った料理が得意。
まいたけちゃん
声 - 森下由紀→野瀬碧里→中根久美子→越川詩織→中村ひろみ→高山みなみ→相橋愛子→有馬美奈→相橋愛子→島本須美→渕崎ゆり子
性別 - 女 / 初登場回 - TV第586話A「アンパンマンときのこまん」
舞茸の女の子。舞茸を使った料理が得意。
マッシュルームくん
声 - 吉田小南美→佐久間レイ→長沢美樹→佐久間レイ→原えりこ→長沢美樹→佐久間レイ→田辺留依→雪深山福子→宮本侑芽→関俊彦
性別 - 男 / 初登場回 - TV第586話A「アンパンマンときのこまん」
マッシュルームの男の子。いつも半目で、蝶ネクタイのオシャレな服装が特徴。マッシュルームを使った料理が得意。まつたけまんとはライバル同士。

### 氷の国の住人
- かぜこんこん、氷の女王、ゆきおおかみ、雪鬼、こおり鬼については、アンパンマンの登場人物一覧#その他の敵キャラクターを参照。

ユキダルマン
声 - ならはしみき（映画：第1作）→安永沙都子→村井かずさ→安野希世乃→前田玲奈（A）、千原江理子（映画：第1作）（B）
性別 - 不明 / 初登場回 - 映画「キラキラ星の涙」、TV第93話A「アンパンマンとカキゴーリラ」（TVデビュー）
雪だるまの妖精。氷の国に大勢の仲間たちと住んでいる。無表情で体は冷たい雪で出来ているが、心は温かい。ゆきおおかみを率いる氷の女王、こおり鬼、なだれおに、雪鬼に苦戦するアンパンマンたちを助けるなどの活躍をした。仲間たちが合体すると巨大化したり、色々な形（かまくらなど）になれる。おむすびまんの絵本では操られて「ドロユキダルマン」といった黒い個体も存在した。TVアニメ初登場時は、ばいきんまんが発明したカキゴーリラにアンパンマンが凍らされてしまい、アンパンマン号が熱風で氷を溶かそうとしたが、その影響でユキダルマンたちは溶けてしまう。ユキダルマンたちは溶ける直前にまた雪が降れば生まれ変わると言い残し、ばいきんまんたちをやっつけた後に雪が降って新たなユキダルマンたちが生まれた。現在では「ユッキー」としか喋らないが、語尾に「ユッキー」を付けて話すこともあった。アンパンマンたちから「ユッキー」と呼ばれたことがある。冬の時期はモブで登場することも多い。
雪こんこん（ゆきこんこん）
声 - 潘恵子→岩男潤子
性別 - 男 / 初登場回 - TV第60話A「アンパンマンと雪こんこん」
冬になると雪を降らせるために集団で飛んでくる雪の妖精。頭の上にあるプロペラでヘリコプターのように空を飛べる。ばいきんまんたちに騙されてパン工場を雪で埋め尽くしたが、偶然パン工場を訪れたカレーパンマンの活躍で難を逃れた。

かぜこぞう
声 - 一龍斎貞友
性別 - 男 / 初登場回 - TV第104話B「アンパンマンとかぜこぞう」
悪戯好きな風神の男の子。大きな袋に乗って空を飛び、その袋から色々な風を吹かすことができるが袋は彼にしか扱えない。初登場時はばいきんまんにそそのかされてアンパンマンを襲う。騒動後は人の役に立つことを誓ったが、その後もしばしば風を吹かせて周りの人たちを困らせることがあり、悪戯に関しては全く懲りていない。
雪の天使フルフル（ゆきのてんしフルフル）
声 - 本多知恵子→冨永みーな（1996年クリスマススペシャル）
性別 - 女 / 初登場回 - TV第127話B「アンパンマンと雪の天使フルフル」
北国からやってきた雪の天使。雪雲に乗って雪降り棒を使って雪を降らすことができる。雪降り棒は彼女にしか扱えない。

つららちゃん
声 - 本多知恵子→荒川美奈子→諸星すみれ
性別 - 女 / 初登場回 - TV第168話A「アンパンマンとつららちゃん」
氷柱が何本も付いた帽子を被っている優しい女の子。氷の国のつららの谷に住んでいる。山の動物たちが冬眠できるように氷柱の打楽器でシューベルトの子守歌を奏でる。暖かい所が苦手。冬の間あちこちの谷に氷柱を作るのが仕事。手に持っている氷柱から出す光で、折れてしまった氷柱を一瞬で再生させたり、当てた物を凍らせたりすることができる。
ドキンちゃんとは初対面時には生意気と言われるほどだったが、彼女に演奏を教えてあげたことで現在は仲が良い。
こゆきちゃん
声 - 南杏子→仲尾あづさ
性別 - 女 / 初登場回 - TV第205話B「アンパンマンとこゆきちゃん」
雪の精の女の子。冬に冷たい風を吹かせたり、雪を降らしたりするのが仕事。暑いのが苦手。彼女に触れたり近くに寄ると凍結の恐れがあるので友達ができないことに悩んでいる。
ばいきんまんによって一時的に凍結の力を失ったことがある。
なだれおに
声 - 一龍斎貞友、代役：山本圭子、辻村真人
性別 - 男 / 初登場回 - TV第220話A「てぶくろまんとなだれおに」
北の雪山にある洞窟に住んでいる小鬼。体は雪でできていて、語尾に「オニ」をつけて話す。怒ると巨大化して雪崩を起こす。口から吐き出す吹雪で何でも凍らせる。ばいきんまんがあきれるほどパワーやスピードの加減を知らない。なお、巨大化した姿は雪鬼にそっくり。なお、雪鬼との共演はなく、関係も不明である。初登場時はばいきんまんに挑発されてアンパンマンたちを襲った。友達がいなくて寂しい思いをしていた背景がある。ジャムおじさんに説得され、むやみに雪崩を起こさないことを誓い、アンパンマンやカバオくんたちと和解した。
しかし2度目の登場では、こおり鬼と共にばいきんまん側にいて、雪崩を起こしてアンパンマンたちを妨害した。その後もばいきんまんやロールパンナに触発され雪崩を起こす描写がある。反面、騙されていたことに気付いてばいきんまんを追い払ったり、アンパンマンたちに謝罪したり、仲良くスケートをすることもある。あくびどりの夢の世界では、ユッキーや町の人々を襲いスーパークリームパンダを敵視していた。
オーロラ姫（オーロラひめ）
声 - 長沢美樹→日髙のり子、冨永みーな（映画：第17作）
性別 - 女 / 初登場回 - TV第417話A「アンパンマンとオーロラ姫」
氷の国のオーロラ城の姫。持っている魔法の杖で7色の美しいオーロラを自由に操ることができる。基本的にオーロラは夜にしか発生しないため、杖の魔法は夜になるまで使えない。オーロラの光で吹雪を鎮めることもできる。再登場時に顔が変更されている。ドキンちゃんが迷子になった時は、ばいきんまんと一緒に彼女の捜索に出た。
映画『ルビーの願い』のオーロラ姫はオーロラの国の姫であり、オーロラ娘を束ねている。

ピロシキおじさん
声 - 島香裕
性別 - 男 / 初登場回 - TV第507話A「アンパンマンとピロシキおじさん」
外見は人間に近い美味しいピロシキ作りの名人。ジャムおじさんとは昔からの友達で、語尾に「ハラショー」と付けて話す。ピロシキダンスが好きで彼と一緒に踊れば誰にでもピロシキを食べさせるが、逆に踊らない人にはピロシキは食べさせないことを決まりにしている。寒さには強いが、暑いのは苦手。
アザラシくん
声 - 佐久間レイ
性別 - 男 / 初登場回 - TV第1236話「ぼくらはヒーロー!」
帽子、ネクタイ、チョッキを着用した白いアザラシの男の子。氷山でお腹を空かせてぐったりしていた所をアンパンマンに助けられる。その後、宇宙空間で鋼鉄ばいきんまんと戦うアンパンマンたちにSLマンや子供たちと共に声援を送る。

#### クリスマスの谷の住人
サンタクロース
声 - 滝口順平（1988年 - 2010年）→森功至（2014年 - ）、緒方賢一（映画：第3作同時上映）
性別 - 男 / 初登場回 - TV第12話「消えたサンタクロース」
赤い服と尖り帽子を着用した白い髭のおじいさん。雪山の奥の小さな家に暮らしていたが、ばいきんまんに見つかってしまったので、ナダレ谷の奥のクリスマスの谷に引っ越したらしい。世界中の良い子のためにクリスマスの夜にプレゼントを配っている。プレゼントを独り占めしようとするばいきんまんたちに困惑することもあるが、彼らの分のプレゼントも用意している。
ルドルフ
声 - 山寺宏一
性別 - 男 / 初登場回 - TV第12話「消えたサンタクロース」
サンタクロースを助けソリを引くトナカイ。初期では「赤鼻のトナカイくん」と呼ばれていた。ジングル山の金色と銀色の2つの鈴の聖なる力で空を飛び、世界中の空を一晩で駆けぬく。高い機動力や脚力の持ち主で、クリスマスプレゼントを強奪したスノーモグリンガーを踏み付け攻撃で妨害するなどの活躍を見せたこともある。2011年から2013年はサンタクロースと同じくセリフなしで登場していたが、2014年ではセリフがあり、ジャムおじさんにアンパンマンのピンチを知らせた。
サンタジュニア三兄弟（サンタジュニアさんきょうだい）
初登場回 - 2001年TVスペシャル「アンパンマンとちいさなサンタのクリスマス」
立派なサンタクロースになるための修行中の三兄弟。
ワンタクロース
声 - 野沢雅子
性別 - 男
サンタジュニア三兄弟の1番目の男の子。赤い服に帽子。プライドが高い。
ツータクロース
声 - 原えりこ
性別 - 女
サンタジュニア三兄弟の2番目の女の子。ピンク色の服に帽子。
スリータクロース
声 - 冨永みーな
性別 - 男
サンタジュニア三兄弟の甘えん坊の末っ子。水色の服に帽子。
ニコラちゃん
声 - 諸星すみれ
性別 - 女 / 初登場回 - 2022年TVスペシャル「ちびっこサンタのニコニコクリスマス」
サンタクロースの手伝いをするために、クリスマスの谷にやって来た見習いサンタの女の子。一人称は「ニコラ」。いつも失敗ばかりしているが、立派なサンタクロースになるために頑張っている。

#### ペンギン村の住人
ペンギンぼうや
声 - 三田ゆう子→鈴木富子→原えりこ→坂本千夏→越川詩織
性別 - 男 / 初登場回 - TV第8話A「アンパンマンとたんこぶまん」
ペンギンの男の子。初登場時は「ペンギンの子」「ペンギンくん」と呼ばれていた。アンパンマンに憧れていて空を飛びたがっていたが、なかなか飛べなくてカモメたちに馬鹿にされていた。飛びたがっている気持ちを理解したアンパンマンからマントを貰ったおかげでばいきんまんと善戦する。その後、マントがないと苦戦する彼の姿を見たアンパンマンと、マントに頼らず練習して飛べるようになることを誓う。それ以降は、こおり鬼に苦戦していたアンパンマンを仲間たちと共に町まで助けにやってくるなどの大活躍を見せている。語尾に「ペン」を付けて話すこともある。
ペン子（ペンこ）
声 - 中村ひろみ→原えりこ→潘めぐみ→仲尾あづさ→前田玲奈
性別 - 女 / 初登場回 - TV第120話B「アンパンマンと恐怖のこおり鬼」
ペンギンぼうやの友達のペンギンの女の子。

#### 雪山の住人
ユッキー
声 - 松井菜桜子
性別 - 男 / 初登場回 - TV第5話B「アンパンマンとらーめんてんし」
雪男の男の子。両親や大勢の仲間たちと住んでいる。あくびどりの見せた夢の中で、なだれおにに襲われたことがある。
ユッキーのお母さん（ユッキーのおかあさん）
声 - 中野聖子→坂本千夏
性別 - 女 / 初登場回 - TV第5話B「アンパンマンとらーめんてんし」
優しい雪男の母親。

ユッキーのお父さん（ユッキーのおとうさん）
声 - 山寺宏一
性別 - 男 / 初登場回 - TV第5話B「アンパンマンとらーめんてんし」
雪男の父親。

てぶくろまん
初登場回 - TV第220話A「てぶくろまんとなだれおに」
手袋の双子の兄弟。雪山をパトロールしている。凍えている人を2人で囲んで温めることができる。
ライトくん
声 - 横山智佐
性別 - 男
レフトくんの兄のてぶくろまん。胸にRマークがある。ピンク色の服。
レフトくん
声 - 横田みはる
性別 - 男
ライトくんの弟のてぶくろまん。胸にLマークがある。青い服。
おすみちゃん
声 - ならはしみき
性別 - 女 / 初登場回 - TV第319話A「おすみちゃんと火ばちじいさん」
炭の女の子で、火ばちじいさんの孫。食べ物が美味しく焼ける炭を作っている。
火ばちじいさん（ひばちじいさん）
声 - 西川幾雄
性別 - 男 / 初登場回 - TV第319話A「おすみちゃんと火ばちじいさん」
顔が火鉢の小父。おすみちゃんの炭を頭の中に入れて、体と心を暖めてくれる。

モン子（モンこ）
声 - 内田いづみ
性別 - 女 / 初登場回 - TV第454話B「おむすびまんとこおり鬼」
雪山にある村に住んでいる、優しいサルの女の子。村の名物の鍋料理を御馳走してくれる。

ゆきんこゆきちゃん
声 - 仲尾あづさ→和多田美咲
性別 - 女 / 初登場回 - TV第499話B「アンパンマンとゆきんこゆきちゃん」
雪ん子の女の子。手で触ると何でも凍ってしまうので、ジャムおじさんが作った手袋をはめている（この手袋は触っても凍らない）。暑さに弱く温かいものが苦手なため、温かい食べ物は手で凍らせてから食べている。初登場回では雪わら帽子を取った姿が見られた。富山県に本社を置く日本海味噌のイメージキャラクター「雪ちゃん」と似ている。寂しがり屋で友達ができないのが悩みだったが、ばいきんまんやドキンちゃんたちと仲良くしているエピソードも見られる。おむすびまんやホラーマンとも仲良しになった。雪山で悪さを働いているばいきんまんを「遊びに来てくれた」と勘違いするなどやや天然なところもある。
きりたんぽさん
声 - 佐藤朱
性別 - 女 / 初登場回 - TV第679話B「アンパンマンときりたんぽさん」
雪山に住んでいて、きりたんぽ鍋を御馳走してくれる女性。芯が強く男勝りな性格だが、理由を言えばばいきんまんやドキンちゃんにも鍋を食べさせてくれるなどの柔和な面も持ち合わせている。槍などの武道を嗜む。彼女のきりたんぽ鍋はかまくらの中で食べるのが通例となっている。
スノーラ
声 - 豊嶋真千子
性別 - 男 / 初登場回 - 2003年TVペシャル「ブラックサンタとすてきなプレゼント」
雪男の男の子。触ると何でも凍ってしまうので、山奥に1人で住んでいる。吐く息は雪雲を作ったり、凍らせたりする。「雪ふり草」が唯一の友達である。ばいきんまんが発明したバイキン茸のスプレーを浴びて、巨大なブラックサンタになってしまう。
氷のスワン（こおりのスワン）
声 - 平野綾→村川梨衣
性別 - 女 / 初登場回 - TV第1109話A「つららちゃんと氷のスワン」
氷で出来たハクチョウのメス。山の上の湖に住んでいる。空にダイヤモンドダストが発生すると集団で飛んでくる。怪我をしたところをつららちゃんに助けてもらった。TV第1153話B「ドキンちゃんと氷のスワン」では、スワンと一緒に遊びたいドキンちゃんがばいきんまんと協力して1羽だけ捕獲したが、吹雪に見舞われてドキンちゃんと一緒に氷の中に遭難してしまうが、脱出しようと頑張っているうちに心を通わせ、アンパンマンに助けられた後にスワンを捕まえようとしたばいきんまんをドキンちゃんが制止し、仲間たちの群れに無事に戻った。「つららちゃんと氷のスワン」に登場したスワンと同じ個体かは不明。

### シュガーランドの住人
キャンディナイト
声 - 横山智佐→伊瀬茉莉也
性別 - 男 / 初登場回 - TV第242話B「アンパンマンとシュガーランド」
シュガーランドを守っている騎士の男の子。
キャンディ姫のお転婆っぷりに タジタジになる事もあるが、仲は良い。彼女の剣の練習に付き合う事もある。
キャンディ姫（キャンディひめ）
声 - 坂本千夏→原えりこ
性別 - 女 / 初登場回 - TV第546話A「アンパンマンとキャンディ姫」
シュガーランドの姫。シュガーランドを守る勇敢な騎士になるため、木馬に乗って修行の旅をしている。キャンディで出来た剣が武器だが、力不足のため上手く扱うことができない。とても負けず嫌いで人使いの荒いところもある。
修行の旅の休息の為か、シュガーランドへ里帰り中の話もある 。
木馬（もくば）
キャンディ姫が乗っているおもちゃの木馬。自分の意思で動くが、坂道だと止まることができない。
コンペイトウマン
声 - 白石文子、原えりこ、中村ひろみ、吉田小南美、坂本千夏、かないみか、岡田恵、佐久間レイ
性別 - 男 / 初登場回 - TV第242話B「アンパンマンとシュガーランド」
金平糖の兵士。シュガーランドの城を守っている。

### スパイスの国の住人
スパイス王子（スパイスおうじ）
声 - 杉本ゆう→大本眞基子
性別 - 男 / 初登場回 - TV第514話B「アンパンマンとスパイス王子」
スパイスの国の王子。町から町へとスパイスを届けている。スパイスの袋を馬車にたくさん積んでいる。早とちり癖があり、マスタード男爵を困らせている。初登場時は何にでもかけ過ぎるので、評判が悪かった。
マスタード男爵（マスタードだんしゃく）
声 - 園部啓一
性別 - 男 / 初登場回 - TV第514話B「アンパンマンとスパイス王子」
スパイス王子の付き人。馬に乗り、剣の先から出す特製辛子ジュースで敵と戦う。慌て者のスパイス王子に手を焼いている。語尾に「〜タード」を付けて話す。

### たまごの国の住人
たまご姫（たまごひめ）
声 - 仲尾あづさ→冨永みーな→雪深山福子→和多田美咲、原えりこ（代役）
性別 - 女 / 初登場回 - TV第447話「アンパンマンとパクパク竜」
たまごの国の姫。町のみんなに卵を配っている。ピンク色の体。

しろみ
声 - 岩居由希子→冨永みーな
性別 - 男 / 初登場回 - TV第447話「アンパンマンとパクパク竜」
たまご姫の弟。水色の体。
たまご大臣（たまごだいじん）
声 - 仲野裕→内田直哉→伊藤栄次→龍田直樹、山寺宏一（代役）
性別 - 男 / 初登場回 - TV第447話「アンパンマンとパクパク竜」
たまごの国の大臣。食いしん坊で呑気なパクパク竜には手を焼いているようで、きつい言葉で除け者にすることがある。薄紫の体。
パクパク竜（パクパクりゅう）
声 - 滝口順平→梅津秀行→内田直哉
性別 - 男 / 初登場回 - TV第447話「アンパンマンとパクパク竜」
たまごの国のおしる湖に住んでいて、何でもぱくぱく食べる食いしん坊の巨大な紫色の竜。卵が好物で語尾に「〜パク」をつけて話す。少し臆病な性格。普段は四足歩行だが二足で走ることもでき、バイキンメカを蹴り飛ばすほどのキック力を誇る。初登場時は大好きな卵を求めるあまりたまごの国の住人たちから根こそぎ卵を奪い恐れられていた。ばいきんまんたちに利用されてアンパンマンたちを襲うが騒動後にたまごの国の住人たちと和解し、共生することを決めた。現在はむやみに卵を食べないよう自重している。

### 中華の国の住人
- らーめんてんしについては「#その他の友人」の節を参照。

ぶたまんまん
声 - 緒方賢一、山寺宏一（映画：第3作同時上映）
性別 - 男 / 初登場回 - TV第7話A「アンパンマンとぶたまんまん」
豚まん屋を営んでいる食いしん坊なブタの男性。黒い覆面と灰色のズボンと出っ歯が特徴で、語尾に「〜ブヒ」を付け、協和語で話す。鼻息で何でも飛ばすことができる。初登場時は人の食べ物を盗み食いしたり、ばいきんまんに協力して食べ散らかしたりしていたが、アンパンマンとゴリラマンに懲らしめられて改心。その後、ジャムおじさんから美味しい豚まん作りを習ったことで現在のような善良な豚まん屋になった（原作絵本では、覆面を取っている）。ただし、現在でも勝手に配達用のパンや学校の給食を食べてしまったり、ご馳走するために作った豚まんを独り占めしてしまったりなど、ずぼらで無責任な場面が見られる。ばいきんまんに盗られると、自分のことは棚に置いて「独り占めはダメだブヒー」と怒り出す。
ギョーザ大臣（ギョーザだいじん）
声 - 山寺宏一
性別 - 男 / 初登場回 - TV第215話A「らーめんてんしと中華の国」
顔が餃子になっている中華の国の偉い人。紫のシャツ。美味しい餃子作りの名人でもある。

しゅうまい人（しゅうまいじん）
声 - 中原茂、滝沢ロコ、大谷育江、原えりこ
性別 - 男 / 初登場回 - TV第215話A「らーめんてんしと中華の国」
顔がシュウマイになっている。仲間が大勢いる。

ギョーザくん
声 - 大谷育江、寺崎裕香（代役）
性別 - 男
初登場回 - TV第296話B「ニンニクこぞうとギョーザくん」
色々な種類の美味しい餃子を作ってくれる男の子。赤いシャツ。みんなに餃子を食べてもらうためにリヤカーの屋台を引いてやってくる。新しい餃子も研究している。餃子の皮と麺棒を使った拳法で悪者と戦う。にんにくこぞうとは最初は喧嘩ばかりしていたが、ばいきんまんとの騒動がきっかけで名コンビになった 。
チャーハン王子（チャーハンおうじ）
声 - 中村尚子→大和田仁美
性別 - 男 / 初登場回 - TV第359話B「アンパンマンとチャーハン王子」
中華の国の王子。外見は人間に近く、黄色い服。頭の上の皿にチャーハンを乗せている。美味しいチャーハンを上手に作れるようにいつも練習をしているが、格好にばかり拘り過ぎて失敗してしまうことが多い。ただし、腕前そのものは確かなようでカレーパンマンから丁寧に心を込めるよう助言された時は、美味しいチャーハンを作ることができた。頭の皿のチャーハンが無くなると力が出なくなる。

ギョーザ大臣2世（ギョーザだいじんにせい）
声 - 辻親八
性別 - 男
初登場回 - TV第359話B「アンパンマンとチャーハン王子」
チャーハン王子の補佐係。緑のシャツ。

王宮の召使い（おうきゅうのめしつかい）
性別 - 女 / 初登場回 - TV第359話B「アンパンマンとチャーハン王子」
集団でチャーハン王子の身の回りの世話をしている。

王宮の料理人（おうきゅうのりょうりにん）
性別 - 男 / 初登場回 - TV第359話B「アンパンマンとチャーハン王子」
顔がシュウマイの料理人。集団でチャーハン王子のチャーハンを作っている。

とんこつ大人（とんこつたいじん）
声 - 鈴木清信
性別 - 男 / 初登場回 - TV第362話B「アンパンマンととんこつ大人」
らーめんてんしの先生で、ラーメン作りの名人。見た目は大柄な人間に近い。時々ふらっと旅に出てしまう変わり者。カップラーメンマンも彼の弟子となった。

せいろくん
声 - 鈴木琢磨
性別 - 男 / 初登場回 - TV第387話B「せいろくんとちまきくん」
ちまきくんの相棒である、蒸篭の男の子。白い服。頭の蒸篭から湯気を出して攻撃する。蒸篭が空っぽだと力が弱くなる。彼の蒸篭で蒸しアンパンマンを作ったことがある。
ちまきくん
声 - 百々麻子→樹元オリエ
性別 - 男 / 初登場回 - TV第387話B「せいろくんとちまきくん」
せいろくんと二人で美味しいちまきを配っている男の子。緑の服。少々気が短いが、「ちまきまきまきの術」が得意技。
トリオ・デ・グー
初登場回 - TV第412話B「らーめんてんしとトリオ・デ・グー」
いつでもラーメンのトッピングを用意している三人組。らーめんてんしを助け、ラーメン作りを手伝っている。
なるとくん
声 - 西村朋紘
性別 - 男
なるとの忍者。頭の渦で目眩ましをするのが得意。なるとを用意してらーめんてんしを助けている。
メンマくん
声 - 西村未来
性別 - 男
メンマの男の子でヌンチャクの使い手。メンマを用意してらーめんてんしを助けている。
チャーシューくん
声 - 永堀美穂
性別 - 男
チャーシューの男の子。ラーメンの具のチャーシューを作っている。体当たりの力が強い。
はるまきぼうや
声 - 真山亜子→くまいもとこ→竹内順子→寺崎裕香
性別 - 男 / 初登場回 - TV第458話B「アンパンマンとはるまきぼうや」
顔が春巻きになっている拳法家の男の子。美味しい春巻きをみんなにご馳走しながら、春巻き拳法の修行の旅をしている。持っているヌンチャクと春巻きの皮の手裏剣が武器。「パリッパリ〜」が口癖。
マーボーくん
声 - 山口勝平
性別 - 男 / 初登場回 - TV第466話B「アンパンマンとマーボードーフのマーボー」
顔が豆腐で、頭にマーボー豆腐用の深皿を乗せた男の子。美味しいマーボー豆腐作りが得意だが、遊びに夢中になるので失敗することもある。
どんぶりキャラクターたちの一員になっている事もある。
ちゅうかどんまん
声 - 関俊彦→二又一成
性別 - 男 / 初登場回 - TV第522話B「アンパンマンとちゅうか丼まん」
美味しい中華丼を作ってくれる、中国人タイプのどんぶりまん。ラーメンマンのような髭を生やしており、「〜アルヨ」などの口調で話す。散蓮華を使った拳法が得意技。
リャンメンさん
声 - 高島雅羅
性別 - 女 / 初登場回 - TV第526話B「らーめんてんしとリャンメンさん」
頭に蓋のついた丼を乗せた色白で薄い水色のアオザイを着た高貴なイメージの女性で、語尾に「ざ〜ます」を付ける。自身の衣装は袖が長く敵と戦う時は袖を振り回して攻撃する。いわゆるリャンメンを作るのが得意。冷たい物が好きだが、怒ればさすがに紅潮して熱くなる。初登場時は、周囲の人たちが暑いと言う気温でも自身は涼しくしており自身が暑いと感じないと冷やし中華を作ってくれなかったが、ばいきんまんたちとの騒動をきっかけに考えを改めた。戦い方と強さに惚れ込んだかつぶしまんを弟子にしたことがある。
はるさめさん
声 - 白鳥由里
性別 - 女 / 初登場回 - TV第604話B「アンパンマンとはるさめさん」
髪が春雨のようになっている上品な女性。美味しくて元気の出る春雨料理を作れるように練習をしている。失敗することが多かったが、バタコさんから調理法を学んだことで春雨料理を上手く作れるようになった。嬉しい時も悲しい時もすぐに泣いてしまうが、ばいきんまんたちとの騒動をきっかけにすぐに泣くのをやめることを誓った。泣く時は「さめさめ」と泣き、笑う時は「はるはる」と笑う。
ショウロンポー三兄弟（ショウロンポーさんきょうだい）
初登場回 - TV第772話A「アンパンマンとショウ・ロン・ポー」
顔が小籠包になっている拳法家の三兄弟。美味しい小籠包をみんなにご馳走しながら修行の旅をしている。顔を真っ赤にして湯気を噴き出して攻撃することができる。お互いを名前で呼び合っている。3人共せっかちで自分の技が一番だと思っており誰が一番強いかで仲違いすることが多いが、いざという時は力を合わせて抜群のコンビネーションを見せる。アンパンマンに弟子入りを申し込んだ。
ショウ
声 - 塩山由佳→小林由美子
性別 - 男
三兄弟の長男。赤いTシャツを着ている。小籠包作りでは、持っている長い麺棒で生地を伸ばす係。戦う時は持っている麺棒で棒術を駆使する。
ロン
声 - 藤野とも子→佐久間レイ
性別 - 男
三兄弟の次男。黄色いTシャツを着ている。小籠包作りでは、生地を捏ねる係。戦う時は徒手空拳で主に拳を使う。
ポー
声 - 猪口有佳→平野綾、沢城みゆき（代役：第1003話Bパート）（2009年9月18日）
性別 - 男
三兄弟の末っ子。青いTシャツを着ている。小籠包作りでは、生地に具を包んで蒸籠で蒸す係。戦う時は徒手空拳で主に蹴りを使う。
あんにんちゃん
初登場回 - TV第845話B「アンパンマンとあんにんちゃん」
外見は人間に近い、曲芸が得意な愛らしい双子の姉妹。みんなに素晴らしい芸を見せた後、美味しい杏仁豆腐をご馳走してくれる。芸を披露せずにご馳走するのは都合が悪いらしい。
あんちゃん
声 - 中山さら→かないみか
性別 - 女
にんちゃんの姉。赤い服に帽子。語尾に「アン」をつけて話す。
珍しく、にんちゃんが未登場で 単体で登場した事もある。
にんちゃん
声 - 満仲由紀子→冨永みーな
性別 - 女
あんちゃんの妹。オレンジ色の服に帽子。左の頬にほくろがある。語尾に「ニン」をつけて話す。

#### シュウマイ寺の住人
シュウマイ和尚（シュウマイおしょう）
声 - 大木民夫
性別 - 男 / 初登場回 - TV第177話B「アンパンマンとシューマイおしょう」
シュウマイ寺の和尚。食べた人の悩みを解消する効果がある、色々な種類のある秘伝のシュウマイを人々に配っている。
シュウマイ姉妹（シュウマイしまい）
初登場回 - 映画第2作同時上映「おむすびまん - おばけ寺のたぬきおに（Bパート）」、TV第177話B「アンパンマンとシューマイおしょう」（TVデビュー）
シュウマイ和尚と共に、シュウマイ寺で暮らしている双子の姉妹。見た目は人間に近い。カンフーが得意で、寺への侵入者を撃退する。映画『おばけ寺のたぬきおに』では、たぬきおににまんぷく寺でラーメンを作らされていた。
シュウマイ姉（シュウマイあね） / エビシューマイ
声 - 高田由美（映画：第2作同時上映）→松本梨香
性別 - 女
シュウマイ妹（シュウマイいもうと） / カニシューマイ
声 - TARAKO（映画：第2作同時上映）→ならはしみき
性別 - 女

### ナッツの国の住人
アーモンド王子（アーモンドおうじ）
声 - かないみか
性別 - 男 / 初登場回 - TV第511話B「アンパンマンとアーモンド王子」
顔がアーモンドの形をしているナッツの国の王子。立派な王子になるために付き人のピスタチオと一緒にアーモンド車で旅をしている。家来を欲しがるあまりアーモンドを配っては家来にさせようとして周囲からは嫌悪されてしまうが、ばいきんまんとの騒動をきっかけに考えを改め困っている人を助ける王子になることにした。

ピスタチオ
声 - 内海賢二→山寺宏一
性別 - 男 / 初登場回 - TV第511話B「アンパンマンとアーモンド王子」
大柄で体格がいい鼻がピスタチオの形をしているアーモンド王子の付き人で、アーモンド車は基本的に彼が運転をしている。普段は糸目で目を閉じているが、ばいきんまんの気配を感じて目を開ける事もある。
寡黙で言葉らしい言葉は喋らないが、バイキンUFOを投げ飛ばすほどの腕力を誇る。

### ねこの国の住人
やまねこ大王（やまねこだいおう）
声 - 石森達幸（第48話Aパートのみ）（1989年9月11日）→上田敏也（第437話Bパート - 第1558話Aパート）（1997年7月25日 - 2021年11月5日）→大塚明夫（第1597話Aパート - ）（2022年11月4日 - ）
性別 - 男 / 初登場回 - TV第48話A「アンパンマンとねこのくに」
ねこの国の王様である大きな山猫。宝物として各地のキャットフードを集めている。初登場時はわがままな性格で、魚だけの食生活に飽きて甘い物をねだったり、宝物を狙うばいきんまんたちに騙されてアンパンマンとニャンコックを捕まえようとしたが、アンパンマンに助けられたことで今までわがままに振る舞ったことを反省して立派な王様になることを決意した。以来、ピンチの時にはニャンコックやねこの国の住人を身を挺して守ろうとするなど頼もしい一面を見せている。寒いのが苦手で、天気のいい日は日向ぼっこをしながら昼寝をしている。

ニャンコック
声 - 深雪さなえ→天野由梨（映画・ドキンちゃんのドキドキカレンダー）→滝沢ロコ→冨永みーな→白石涼子→渕崎ゆり子
性別 - 男 / 初登場回 - TV第48話A「アンパンマンとねこのくに」
猫の料理人。やまねこ大王のために甘くて美味しい物や各地の食材を集めている。

### フラワーランドの住人
フラワー姫（フラワーひめ）
声 - 潘恵子、島本須美（映画：第25作）
性別 - 女 / 初登場回 - TV第226話B「アンパンマンとフラワーひめ」
フラワーランドの姫。頭はバラの花になっている。花の杖の魔法で花に命を与える。この杖はフラワー姫以外の人物が使うと花は元気をなくしてしまう。黒バラ女王の登場初期には、彼女の力を抑える役割で登場することもあった。

フラワーさん
初登場回 - TV第226話B「アンパンマンとフラワーひめ」
フラワー姫を助けて、フラワーランドの花を育てている四人組。
チューリップさん
声 - 中村ひろみ→小林優子→佐久間レイ→引坂理絵
性別 - 女
顔がチューリップの女性。
ゆりさん
声 - 佐久間レイ→笹井千恵子→内海安希子
性別 - 女
顔がユリの女性。ドン・キ・ホタテと初対面したときは彼が「フラワー姫」と間違えて呼んでいた。
アネモネさん
声 - 坂本千夏
性別 - 女
顔がアネモネの女性。
すいせんさん
声 - 富永旋津子→芹澤優→高橋美佳子
性別 - 女
顔が水仙の女性。
ローズヒップちゃん
声 - 高橋美佳子→川澄綾子
性別 - 女 / 初登場回 - TV第1015話A「アンパンマンとローズヒップちゃん」
ローズヒップティーを淹れるのが上手な、小さなバラの女の子。負けん気が強く何でも自分一人でやろうとする。フラワー姫たちのために紅茶を淹れようとするが、失敗ばかりで彼女らに気を使わせてしまう。

### モヤシ王国の住人
モヤシ王子（モヤシおうじ）
声 - 横田みはる
性別 - 男 / 初登場回 - TV第167話A「アンパンマンとモヤシ王子」
モヤシ王国の弱気な王子。王国を引き継いで、宝のモヤシ畑を守るのが役目なので、弱虫を治すために修行の旅に出た。その後、宝を狙うばいきんまんから王国を守ろうとして勇敢に立ち向かったことで立派な次の国王に成長した。
モヤシ大王（モヤシだいおう）
声 - 石森達幸
性別 - 男 / 初登場回 - TV第167話A「アンパンマンとモヤシ王子」
モヤシ王国の強くて厳しい王様。息子のモヤシ王子が強くなって帰ってくるのを期待している。
モヤシ大王の部下（モヤシだいおうのぶか）
声 - 小島敏彦
性別 - 男 / 初登場回 - TV第167話A「アンパンマンとモヤシ王子」
モヤシ王国を集団で守っている兵士。

### リンゴの国の住人
- りんごちゃんについては「#その他の友人」の節を参照。

アプル王子（アプルおうじ）
声 - 川田妙子
性別 - 男 / 初登場回 - TV第154話A「りんごちゃんとアプル王子」
リンゴの国の王子。頭がリンゴ。赤い帽子にオレンジ色の髪。リンゴ型のUFOが乗り物。
りんごくん
声 - 松本梨香
性別 - 男 / 初登場回 - TV第154話A「りんごちゃんとアプル王子」
顔がリンゴの男の子。眼鏡をかけている。
リンゴの国の人々（リンゴのくにのひとびと）
声 - 原えりこ、佐久間レイ、山寺宏一
性別 - 男、女 / 初登場回 - TV第154話A「りんごちゃんとアプル王子」
リンゴの国の住人。顔がリンゴになっている。アプル王子の指導の下、リンゴを栽培している。